# 遠野街道
遠野街道（とおのかいどう）は、岩手県盛岡市から同県遠野市を結ぶ街道。

## 概要
「阿曽沼興廃記」によると、建武年間（1334-1338年）には、すでに花巻－横田（遠野）、横田－大槌・釜石などを結ぶ道があったという。
元和3年（1617年）、南部利直は大迫の九日町付近の旧遠野街道の経路が大きく曲がっていることを懸念し直線的に付け替えた。盛岡城下から稗貫郡大迫（おおはさま）村（現 花巻市）を経て閉伊郡横田村（現 遠野市）を結ぶ道となり、現在の国道396号とほぼ同じコースとなっている。また、遠野城下から界木峠を越えて大槌へ達する「大槌街道」や、仙人峠を越えて釜石へ行く「釜石街道」等と接続する閉伊郡海岸部と内陸を結ぶ道でもある。
遠野は閉伊海岸と内陸を結ぶ交通の要地にあり、各地から物資が集まる。海岸部からの運搬物が海産物であり、幕末には釜石からの鉄が重要物資となった。
明治8年（1875年）からの改修工事によって、達曾部－遠野間の路線が変更されたが、旧来の道筋の方が近いため、多くは旧道を往来したという。

## 宿場・伝馬継所
- 盛岡城下（岩手県盛岡市）
- 乙部宿　（　　同　上　　　　）
- 大迫宿　　（　同県　稗貫郡大迫町）
- 達曽部宿　（　同県　遠野市宮守町）
- 横田宿　（　　同　上　　　　）

## 参考資料
- 「角川日本地名大辞典」編纂委員会『角川日本地名大辞典 3 岩手県』角川書店、1985年3月8日。ISBN 4-040-01030-2。
- （有）平凡社地方資料センター『日本歴史地名大系 第3巻 岩手県の地名』平凡社、1990年7月13日。ISBN 4-582-91022-X。
- 渡辺信夫『東北の街道 道の文化史いまむかし』無明舎出版、1998年7月15日。ISBN 4-89544-188-1。